# 鴨島町喜来
鴨島町喜来（かもじまちょうきらい）は、徳島県吉野川市の大字。2010年10月1日現在の人口は2,412人、世帯数は941世帯。郵便番号は776-0005、うち甲の区域は776-0006、乙の区域は776-0007。

## 地理
吉野川市の東部に位置。南は鴨島町中島・鴨島町内原、西は鴨島町鴨島、東は鴨島町牛島、北は鴨島町知恵島に接する。
旧鴨島町の中心街に接続し、その東北東に位置する。全地域が平坦地で、北部を江川が東流する。中央部をJR徳島線が東西に直線に走り、西の鴨島町鴨島には鴨島駅がある。

### 河川
- 江川

### 小字
- 桑ノ内
- 源斗
- 乗島
- 高松
- 知恵島境
- 出口
- 豊畑
- 松本
- 宮北

### 地番符号
- 甲
- 乙
- 番外

## 歴史
- 2004年（平成16年）10月1日 - 麻植郡鴨島町が川島町・山川町・美郷村と合併して吉野川市となり、現在の町名となる。

## 施設
- 徳島県立吉野川高等学校
- 杉尾神社
- 若宮神社
- 徳住寺 - 阿波北方二十四輩霊場5番札所

## 交通

### 道路
都道府県道
- 徳島県道239号牛島上下島線